# Кулес
Фортеця Кулес (грец. Κουλές, старе — італ. Rocca al Mare) — середньовічна морська фортеця міста Іракліона на Криті, в Греції. 

## Історія
Фортеця Кулес вперше була згадана на початку XIV століття. Вона була зруйнована землетрусами в 1303 році (відновлена генуезцями). Перше зображення фортеці зробив флорентійський чернець Кристофоро Буондельмонті в 1429 році.
Остаточну форму будова набула в 1523—1540 роках, коли новозбудована цитадель, замінила стару фортецю, яка не відповідала вимогам захисту у зв'язку з появою пороху.
Венеційці використовували як назву фортеці — Rocca al Mare. Три барельєфи, вмуровані в головні стіни фортеці, зображують лева, як символ святого апостола Марка, що є одночасно і покровителем Венеції, і покровителем фортеці і Іракліона.
Щорічно венеційці використовували старі, застарілі судна для перевезення великої кількості природного каменю з острова Діа і Фраскіі, пляжу поблизу Рогдаї. Поблизу Іракліона кораблі з каменем затоплювалися, щоб утворити мол, здатний захистити фортецю від руйнування з боку моря.
У період турецького панування (1669—1898 рр.) фортеця одержала назву Кулес (su kulesi — морська фортеця). У цей же період було проведено добудову верхнього рівня цитаделі, додано амбразури, місця для гармат, невелику мечеть. Частина мінарету, який замінив старий маяк, збереглася досі на північно-східній стороні даху.

## Архітектура
Нижній поверх фортеці перекритий склепінчастими стелями з великими отворами для світла, а його 26 приміщень служили канцелярією кастеляна, житлом, місцем зберігання води, їжі та зброї. Тут же знаходилася і в'язниця, що використалася і в венеційські, і в турецькі часи. Загальна площа приміщень становить 3600 м².
Під час турецького панування укріплення навколо порту стали вважатися слабозахищеними у зв'язку з чим було прийнято рішення посилити їх будівництвом нової невеликої фортеці. Вона знаходилася навпроти венеційської фортеці і називалась Маленька Кулес (зруйнована в 1936 році).

## Фортеця тепер
В останні кілька десятиліть фортеця була відновлена і доведена до ладу 13-м ефоратом візантійських старожитностей грецького Міністерства культури. У цьому місці відбулася міжнародна конференція, присвячена Доменіко Теотокопулосу (Ель Греко), під час якої тут були виставлені полотна художника.

## Фотогалерея

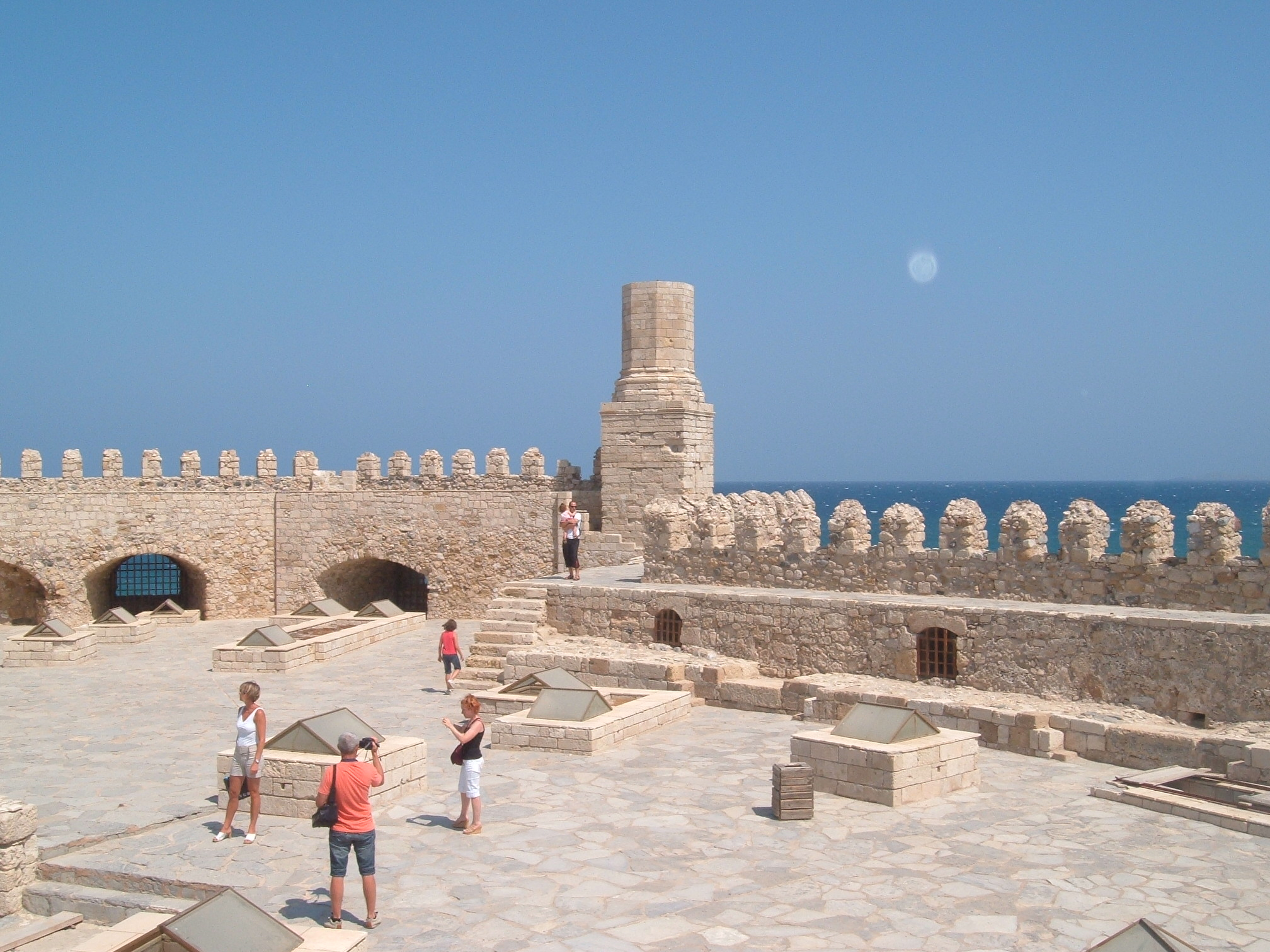
Екстер'єр Кулеса
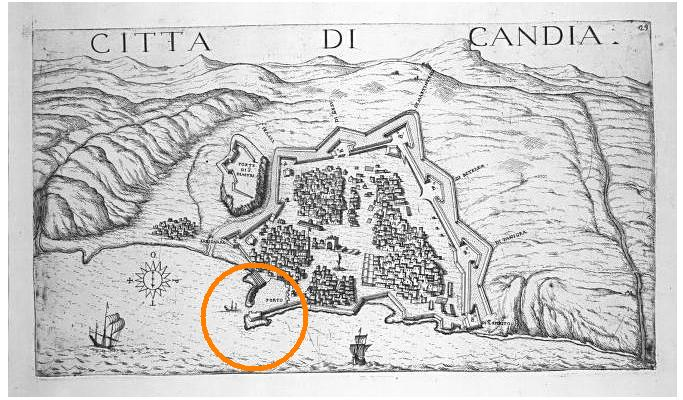
Середньовічна мапа Кулеса
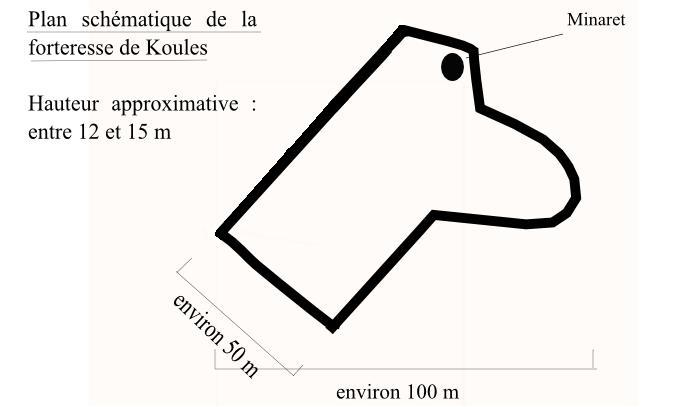
План Кулеса
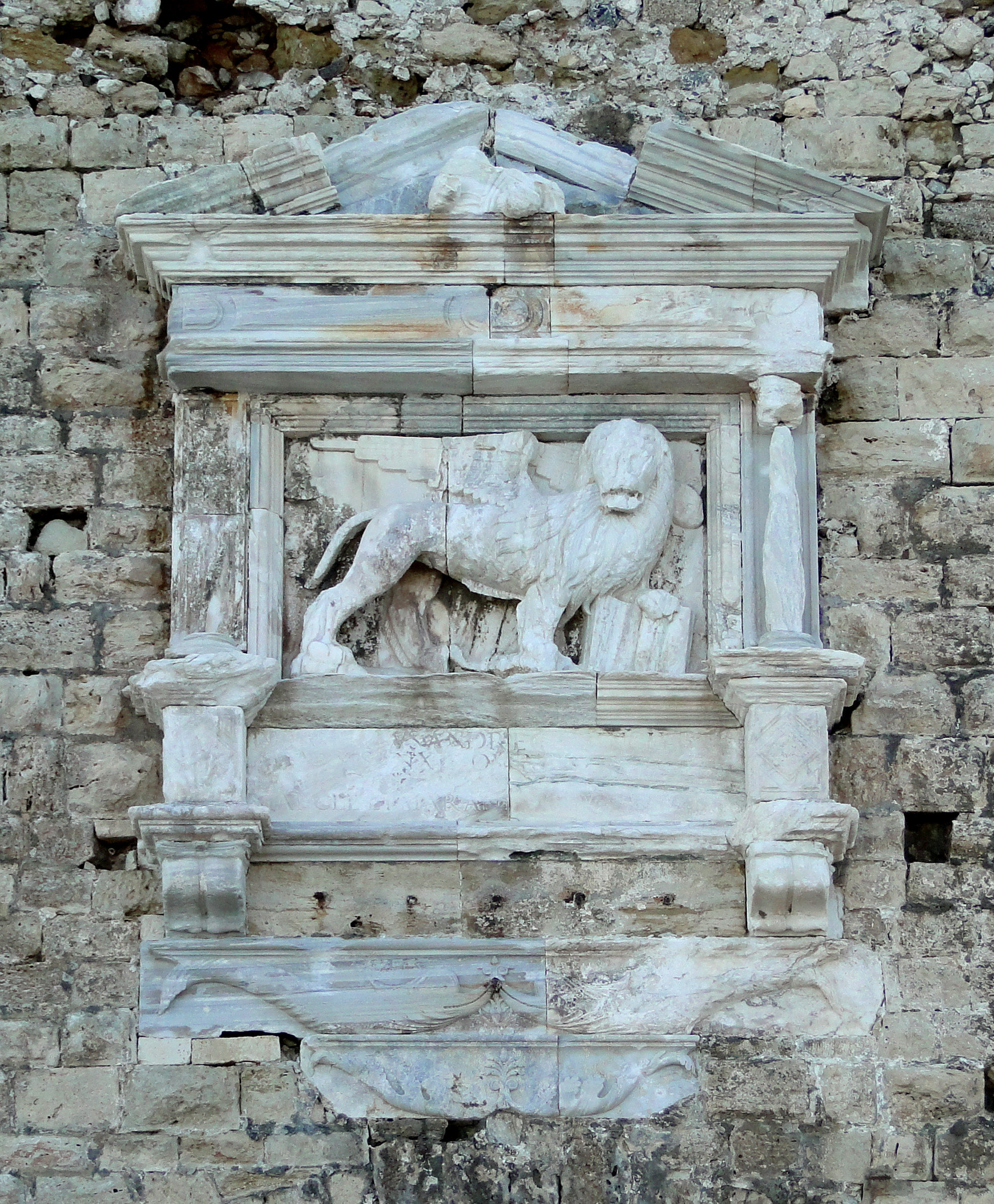
Скульптура лева Святого Марка